# Hanseniella californica
Hanseniella californica är en mångfotingart som beskrevs av Hilton 1931. Hanseniella californica ingår i släktet syddvärgfotingar, och familjen snabbdvärgfotingar. Inga underarter finns listade i Catalogue of Life.